# Willem-Alexander der Nederlanden

Koninklijke standaard

Willem-Alexander Claus George Ferdinand, koning der Nederlanden, Prins van Oranje-Nassau, jonkheer van Amsberg (Utrecht, 27 april 1967) is sinds 30 april 2013 Koning der Nederlanden. Hij is het oudste kind uit het huwelijk van Beatrix, prinses der Nederlanden, en Claus, prins der Nederlanden, jonkheer van Amsberg. Zijn roepnaam is Alex(ander).

## Biografie

### Geboorte en doop
Kroonprinses Beatrix werd in de avond van 25 april 1967 opgenomen in het Academisch Ziekenhuis Utrecht. Twee dagen later kwam prins Willem-Alexander ter wereld. Op vijf plaatsen in het koninkrijk werden naar traditie 101 saluutschoten afgevuurd. Bij zijn geboorte was hij tweede in lijn voor de troonopvolging. Prins Claus deed op 2 mei de geboorteaangifte in het stadhuis van Utrecht.
Willem-Alexanders volledige voornamen zijn:
- Willem-Alexander, Willem is traditioneel de eerste naam van een Oranje-troonopvolger. Prins Claus verklaarde bij de geboorteaangifte dat hij en zijn echtgenote Alexander een leuke naam vonden. Er zou geen historische betekenis zijn. Saillant detail is dat het de eerste twee namen zijn van de indertijd laatste Nederlandse koning, Willem III. Bij hem ontbreekt echter de verbindingsstreep.[noot 1] Ook waren het de namen van de twee laatste prinsen van Oranje op dat moment, zonen van Willem III.
- Claus, naar zijn vader
- George
- Ferdinand, naar Ferdinand von Bismarck-Schönhausen, Claus' beste vriend, die tevens getuige was bij zijn huwelijk[1]

Als roepnaam gaven zijn ouders hem de naam Alexander. Officiële vernoemingen, zoals straten, gebouwen en schepen, dienden echter de benaming Willem-Alexander te bevatten, zo gaf de Rijksvoorlichtingsdienst aan op de dag van de geboorteaangifte.
Op 2 september 1967 werd hij gedoopt als lid van de Nederlandse Hervormde Kerk. De doopdienst vond plaats in de Grote of Sint Jacobskerk in Den Haag en werd geleid door 'hofpredikant' dominee Henk Kater. De peetouders en doopgetuigen van de prins waren zijn grootvader prins Bernhard van Lippe-Biesterfeld, zijn grootmoeder Gösta Freiin von dem Bussche-Haddenhausen, prinses (later koningin) Margrethe van Denemarken, Ferdinand Graf von Bismarck-Schönhausen en de voormalige minister-president Jelle Zijlstra. Renée Elisabeth Bradbrooke Smith-Röell (1938), een vriendin van Beatrix, is eveneens een peetouder. Bij de doop werd de laatste vertegenwoordigd door haar grootmoeder Marie Adèle Erneste del Court van Krimpen-van Loon (1891–1983).

### Jeugd

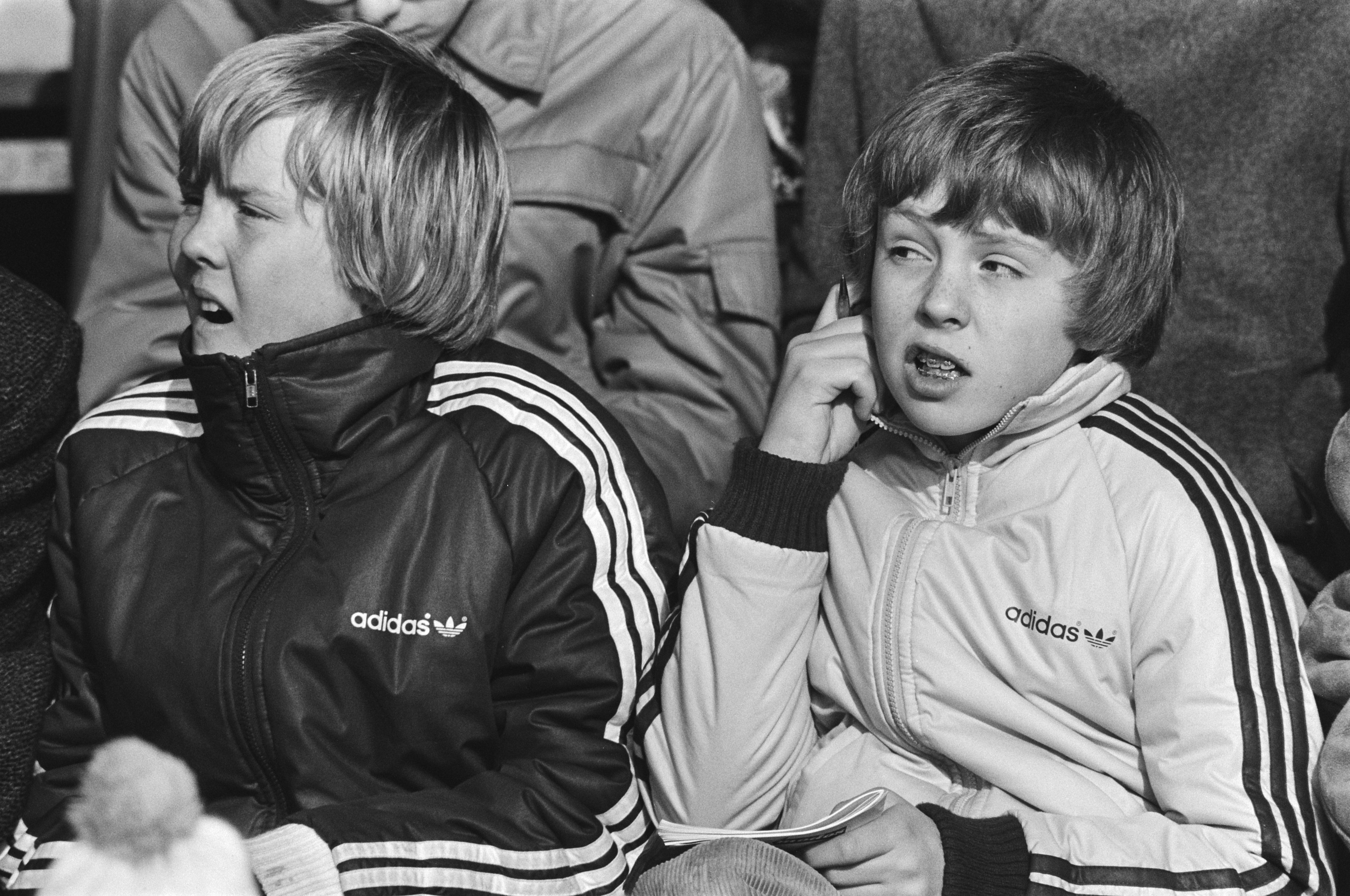
Prins Willem-Alexander (links) met zijn jongere broer prins Friso in februari 1982 tijdens de WK sprint schaatsen in Alkmaar.

Willem-Alexander woonde in zijn jeugd in Kasteel Drakensteyn in Lage Vuursche, gemeente Baarn. Hij ging er naar de Nieuwe Baarnsche School en later naar Het Baarnsch Lyceum. Toen Beatrix in 1980 koningin werd, kreeg haar oudste zoon automatisch de titel Prins van Oranje.
Tijdens zijn jeugd mochten Willem-Alexander en zijn broers niet of nauwelijks televisiekijken. Hun ouders vonden het slecht voor de ogen. Om die reden groeide hij op met alleen naar de radio te luisteren, voornamelijk naar de Nederlandse publieke zender Hilversum 3; de popzender.

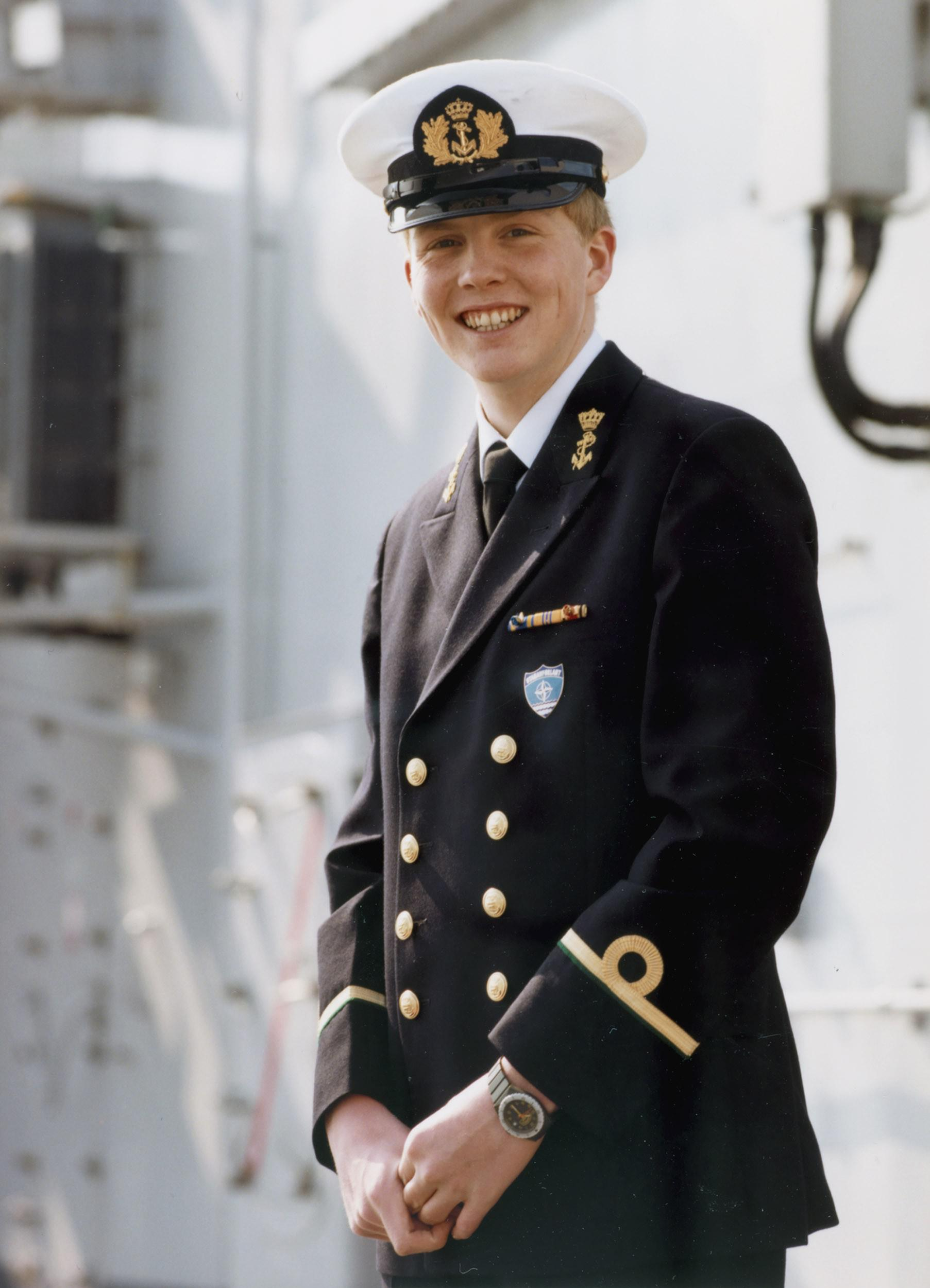
Prins Willem-Alexander als luitenant-ter-zee der derde klasse in 1986

In 1981 verhuisde het gezin naar Paleis Huis ten Bosch in Den Haag. De middelbare school vervolgde hij aldaar bij het Vrijzinnig-Christelijk Lyceum. Pas toen mocht hij thuis televisiekijken. Aangezien hij als puber niet goed overweg kon met zijn ouders − zijn vader kampte met een depressie, zijn moeder had het druk met haar koningschap − vervolgde hij op eigen verzoek in september 1983 zijn opleiding aan het Atlantic College in Llantwit Major, in Wales. Hij verbleef hier op een internaat met leerlingen van 68 nationaliteiten.
Toen de prins de leeftijd van achttien jaar bereikte, werd hem zitting verleend in de Raad van State, het hoogste adviescollege van de Nederlandse regering. Sindsdien heeft hij ook recht op een toelage uit de staatskas. In juli 1985 behaalde hij op zijn school in Wales een International Baccalaureate. De cijferlijst werd niet bekendgemaakt.
Zijn militaire dienstplicht vervulde hij van augustus 1985 tot januari 1987 bij de Koninklijke Marine, onder meer aan boord van Hr. Ms. Tromp en Hr. Ms. Abraham Crijnssen. Hij kreeg een op hem toegesneden opleiding.
Daarna studeerde hij vanaf augustus 1987 geschiedenis aan de Rijksuniversiteit Leiden, waar ook zijn moeder en zijn grootmoeder hadden gestudeerd. Tijdens zijn studententijd was de prins lid van de Leidse Studenten Vereniging Minerva. Zijn studentenhuis, dat hij met drie huisgenoten deelde, stond aan het Rapenburg 116. In zijn studententijd kreeg hij van de Nederlandse media de bijnaam 'Prins Pils', wegens het enthousiasme waarmee hij zich in het studentenleven stortte, dat bekendstaat om overvloedig drankgebruik.
In april 1990 werd hij benoemd tot adjudant van zijn moeder in buitengewone dienst. De benoeming ging in op zijn 23ste verjaardag. Tegelijkertijd werd hij bevorderd tot luitenant-ter-zee van speciale diensten der tweede klasse oudste categorie, van de Koninklijke Marine Reserve.
In 1993 behaalde Willem-Alexander zijn doctoraalexamen geschiedenis; zijn afstudeerscriptie ging over de Nederlandse reactie op het besluit van Frankrijk om binnen de NAVO een 'status aparte' in te nemen. De scriptie is door Willem-Alexander niet openbaar gemaakt en de Universiteitsbibliotheek Leiden nam destijds nimmer afstudeerscripties op in de openbare collectie.

### Voorbereiding op het koningschap
Na het behalen van zijn bul begon zijn voorbereiding op het koningschap. Willem-Alexander volgde meerdere cursussen bij de Koninklijke Landmacht. Tegelijkertijd begon hij zich meer in het openbare leven te profileren. Hij vervulde representatieve taken bij officiële evenementen en legde officiële bezoeken af aan gemeenten, provincies en maatschappelijke instellingen.
Jaarlijks verscheen hij als kroonprins ongeveer 110 keer bij officiële gelegenheden. Na zijn stage bij de luchtmacht hield de prins zich aanvankelijk bezig met de rechterlijke macht, het binnenlands bestuur en vanaf 1997 met het Nederlandse bedrijfsleven. Daarnaast specialiseerde hij zich in het waterbeheer, een onderwerp dat zijn vader hem aan de hand deed. Hij volgde hier voor colleges bij het IHE Delft Institute for Water Education in Delft onder leiding van professor d'Angremond. Hij zette zijn kennis onder meer in bij zijn bezoek aan Marokko in november 2005.

### Vliegbrevet
Na zijn studie in Wales behaalde Willem-Alexander zijn eerste vliegbrevet. Hij vervolgde zijn opleiding bij de KLM Flight Academy. Sinds halverwege jaren negentig is hij twee keer per maand gastvlieger bij KLM Cityhopper. Op die manier komt hij aan de minimale eis van 150 vlieguren per jaar om zijn vliegbrevet te mogen behouden. Eerder vloog hij als gastvlieger bij Martinair. Onder meer vloog hij met de Fokker 70 en de Fokker F27 Friendship. Tijdens het staatsbezoek aan Australië in 2016 vloog Willem-Alexander met het regeringstoestel, de PH-KBX, ook een Fokker 70. Als piloot deed hij vrijwilligerswerk voor de African Medical Research and Education Foundation en Kenya Wildlife Service in 1989, respectievelijk 1991. In 2017 werd bekend dat Willem-Alexander zich ging omscholen tot piloot op een Boeing 737.

### Sport

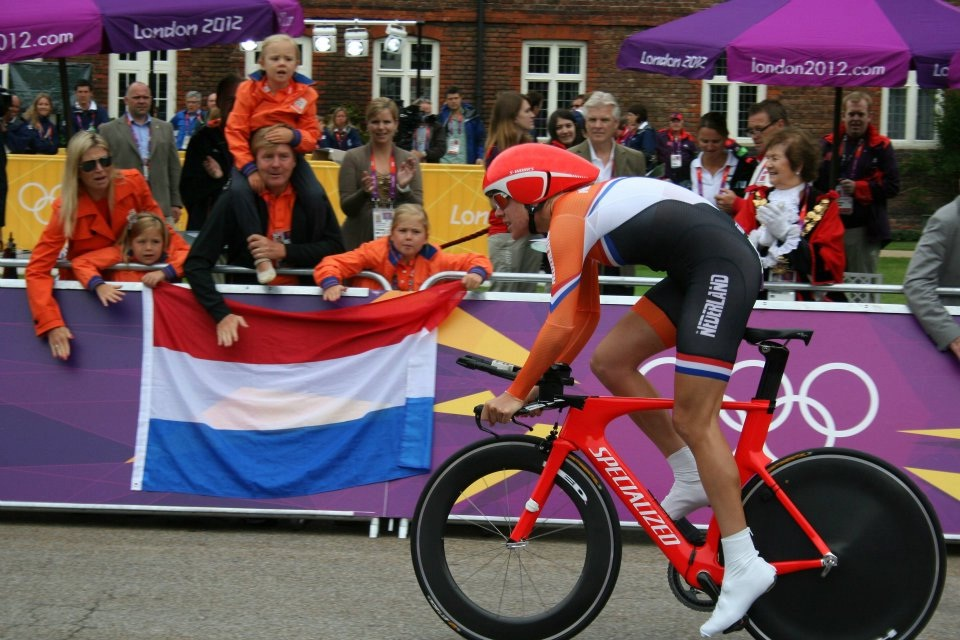
Willem-Alexander met zijn gezin op de Olympische Zomerspelen 2012 bij het aanmoedigen van Ellen van Dijk.

In 1986 reed hij onder de schuilnaam W.A. van Buren de Elfstedentocht uit. Zijn kleding, een Playboy-broek en een Marlboro-jack, veroorzaakte in de media enige opschudding, omdat hij met de opzichtige logo's in feite reclame maakte. In 1992 liep hij met onder meer oud-wielrenner Gerrie Knetemann de marathon van New York uit.
Het gedrag van Willem-Alexander tijdens de Olympische Spelen van 1996 in Atlanta veroorzaakte opnieuw opschudding. Zo zong hij vanaf de tribune Wat zijn de Yanken stil mee en bestormde hij enthousiast in korte broek het hockeyveld, nadat de dames brons gewonnen hadden om vervolgens uitbundig "mee te hossen". De krant NRC Handelsblad noemde het gedrag "een kroonprins onwaardig". In een opiniepeiling gaf ruim 80% van de Nederlanders aan het gedrag van de prins te waarderen.

#### IOC
In 1998 werd Willem-Alexander lid van het Internationaal Olympisch Comité (IOC). Met de kroonprins was bij zijn aanstelling door het kabinet afgesproken dat hij zich binnen het IOC niet met politiek zou bezighouden en zich daarom zou onthouden van stemmingen die politiek gevoelig lagen. Tevens werd vastgelegd dat hij zijn IOC-functie zou neerleggen op het moment dat hij koning werd. Aanvankelijk was de Nederlandse politiek niet onverdeeld enthousiast over zijn lidmaatschap bij een door corruptie en schandalen geplaagde organisatie. Binnen het IOC heeft hij zich vooral ingezet voor het stimuleren van sport in Afrika. Willem-Alexander is een warm pleitbezorger voor het houden van de Olympische Zomerspelen in Nederland.
Vlak voordat hij koning werd, legde hij zijn taken als IOC-lid neer. Statutair betekende dit dat zijn ontslag bij de sessie van 6 tot en met 8 september 2013 in Buenos Aires goedgekeurd moest worden. Het ging vervolgens eind 2013 in. Willem-Alexander werd op 8 september in Buenos Aires tijdens de 125ste IOC-sessie benoemd tot erelid en ontving uit handen van IOC-voorzitter Jacques Rogge de Olympische Orde in goud.

### "Een beetje dom"
Op 7 maart 2001 verwees Willem-Alexander tijdens een persontmoeting in New York naar een ingezonden brief in de Argentijnse krant La Nación. Kort daarvoor was de publicatie van een boek over de voormalige Argentijnse dictator Jorge Videla aangekondigd. De schrijvers hadden in de Nederlandse krant NRC Handelsblad aangegeven dat volgens hen de vader van Máxima (met wie hij toen al een affectieve relatie onderhield) een coördinerende rol had gespeeld bij het voorbereiden van de staatsgreep die het dictatoriale regime van Videla aan de macht bracht. Het boek was gebaseerd op interviews. Willem-Alexander gaf aan dat de interviews nooit hadden plaatsgevonden en verwees naar de brief waarin dat zou staan. Hij suggereerde dat het schrijven afkomstig was uit een betrouwbare bron, hoewel hij tegelijkertijd aangaf niet te weten wie de brief geschreven had. Kort daarna bevestigde hij tegenover de tv-camera's van de NOS dat hij achter zijn woorden stond.
Het schrijven bleek afkomstig van Videla, waardoor in Nederland de betrouwbaarheid in twijfel getrokken werd. Ook bleek Videla niet te ontkennen dat de vraaggesprekken hadden plaatsgevonden. Hij betwistte slechts de juiste weergave van zijn uitspraken. Dat Videla de brief geschreven had, was duidelijk: zijn naam stond eronder.
Minister-president Wim Kok bekritiseerde op de dag van de uitspraak in New York Willem-Alexander voor de tv-camera's van de NOS. Volgens Kok had de prins beter niet naar de brief kunnen verwijzen. Staatsrechtelijk gezien was de terechtwijzing een bijzonderheid in de Nederlandse parlementaire geschiedenis, aangezien de leden van het Koninklijk Huis onschendbaar zijn.
Tijdens een interview op de dag van de bekendmaking van zijn verloving met opnieuw de Nederlandse pers, erkende Willem-Alexander dat zijn verwijzing "stom" was geweest. Hij wachtte vervolgens op een reactie van zijn verloofde, die naast hem zat. Máxima reageerde tot tweemaal toe met de opmerking: "Je was een beetje dom". Haar - ingestudeerde - woorden leidden tot grote hilariteit.

### Troonsafstand koningin Beatrix
Op 28 januari 2013 maakte zijn moeder koningin Beatrix bekend dat zij op Koninginnedag van dat jaar afstand zou doen van de troon en dat zij door Willem-Alexander zou worden opgevolgd.
Een Nationaal Comité Inhuldiging, onder voorzitterschap van Hans Wijers coördineerde de feestelijkheden rond de inhuldiging. Een van de initiatieven was de publicatie van een Droomboek. Op een website konden alle inwoners van het koninkrijk hun droom voor het land plaatsen, ter inspiratie voor de koning en alle landgenoten. Uit de ruim 6500 grote en kleine dromen die in ruim een maand tijd op de website binnenkwamen maakte een jury een keuze die in samenwerking met de Nationale Postcode Loterij werd gepubliceerd in het boek Mijn droom voor ons land - inspiratie voor de koning. Dit boek bevatte ook een analyse van de geselecteerde dromen door socioloog Paul Schnabel, oud-directeur van het Sociaal Cultureel Planbureau.

## Persoonlijk leven

### Verloving
Koningin Beatrix maakte op 30 maart 2001 tijdens een rechtstreekse televisie-uitzending de verloving bekend van de kroonprins met de Argentijnse Máxima Zorreguieta. Haar vader, Jorge Zorreguieta, bleek ten tijde van de militaire dictatuur (1976–1983) onder generaal Jorge Videla staatssecretaris te zijn geweest van Landbouw en Veeteelt. Minister-president Wim Kok schakelde minister van Staat Max van der Stoel in om haar vader te overtuigen de huwelijksvoltrekking niet bij te wonen, hetgeen hem lukte. Nadat Kok beloofde dat de aanwezigheid van Zorreguieta senior ook in de toekomst geen vanzelfsprekende zaak zou zijn, werd de toestemmingswet door het parlement aangenomen.

### Huwelijk
Het huwelijk van Willem-Alexander met Máxima werd op 2 februari 2002 in de Grote Zaal van de Beurs van Berlage voltrokken door burgemeester Job Cohen van Amsterdam.
De kerkelijke inzegening gebeurde in de Nieuwe Kerk door dominee Carel ter Linden, voormalig predikant van de Haagse Kloosterkerk en tevens de dominee bij wie Willem-Alexander in 1997 belijdenis had gedaan.
Tijdens de traditionele rijtoer door de stad werd door republikeinen en sympathisanten van de Dwaze Moeders gedemonstreerd op het Koningsplein. Ook werd een plastic zakje met witte latexverf tegen de Gouden Koets gegooid. Er werden enkele arrestaties verricht, maar grote ongeregeldheden bleven uit.

### Kinderen
Willem-Alexander en Máxima hebben samen drie kinderen:
- Catharina-Amalia der Nederlanden (geboren in 2003)
- Alexia der Nederlanden (geboren in 2005)
- Ariane der Nederlanden (geboren in 2007)

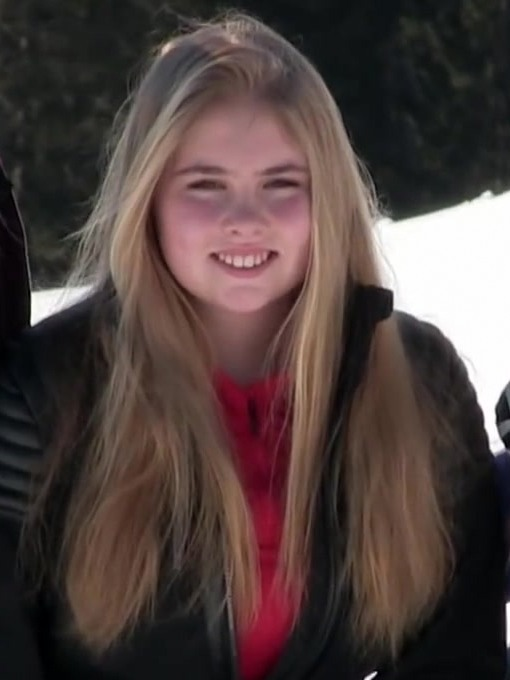
Catharina-Amalia (2019)
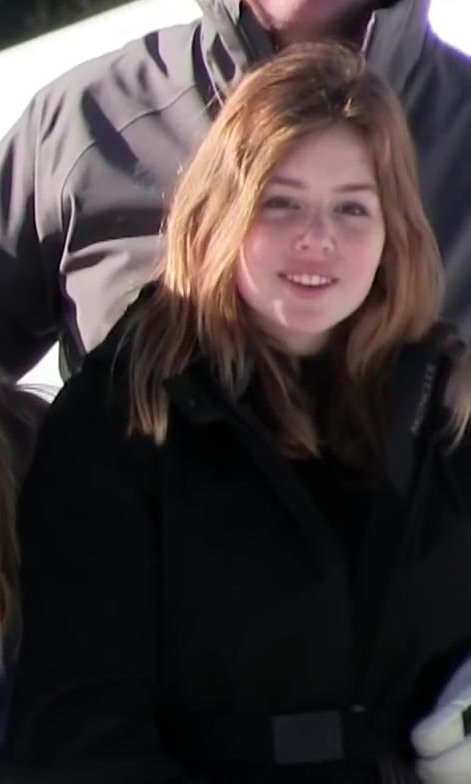
Alexia (2019)
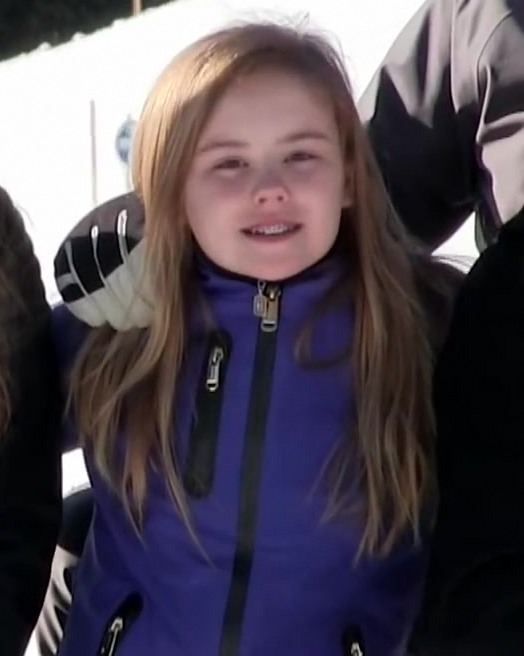
Ariane (2019)

### Woning
Willem-Alexander woonde met zijn gezin eerst in Villa Eikenhorst op Landgoed De Horsten in Wassenaar en Voorschoten, dat sinds november 2017 zijn persoonlijk eigendom is. Op 13 januari 2019 nam hij met zijn echtgenote en kinderen zijn intrek in Paleis Huis ten Bosch in Den Haag.

### Vakantieproject Mozambique
Willem-Alexander en Máxima kochten in 2007 na toestemming van het kabinet vier percelen in Mozambique voor de bouw van minimaal twee vakantiehuizen op het schiereiland Machangulo waar een luxe vakantieproject werd aangelegd.
De deelname stuitte op kritiek in de Nederlandse samenleving. Critici, onder wie veel leden van de Tweede Kamer en ook een deel van het kabinet, vonden het ongepast om een luxe vakantiehuis te laten bouwen in een zeer arm land als Mozambique. Volgens Willem-Alexander zou de bouw ervan zorgen voor werkgelegenheid en werden er als onderdeel van het project in de nabije omgeving voor de lokale bevolking waterputten geslagen en scholen gebouwd.
Willem-Alexander had ook aandelen in de organisatie Machangulo SA, die fungeert als een vereniging van huiseigenaren en het project beheert. Die aandelen werden in 2008 ondergebracht in de in Nederland geregistreerde Stichting
Administratiekantoor Machangulo. De bedoeling daarvan was dat het kroonprinselijk paar in het licht van de kritiek naar buiten toe de indruk wilde geven dat het meer afstand genomen had tot het project. Een jaar later werd de stichting ontbonden.
In een interview op 17 april 2013 ter gelegenheid van zijn aanstaande inhuldiging als koning en dat via de Nederlandse televisie werd uitgezonden, gaf Willem-Alexander toe dat het vakantieproject zijn functioneren als toekomstig staatshoofd in de weg had gestaan en dat hij het vakantiehuis daarom had verkocht; hij gaf niet toe dat hij er indertijd fout aan had gedaan het te laten bouwen.

### Koningspaar en de coronacrisis
Op 16 maart 2020, de dag van de aankondiging van de zogenaamde 'intelligente lockdown' in Nederland, zond het koningspaar een mededeling uit om steun te betuigen aan onder andere patiënten en het zorgpersoneel. Op 20 maart sprak de Koning op de televisie het Nederlandse volk toe. In de maanden erna bezochten de koning en/of de koningin (zorg)instellingen, bedrijven en ook horecazaken om zich op de hoogte te stellen van de specifieke problemen en oplossingen waarmee die in het kader van de coronacrisis te maken kregen, al in de eerste weken van de lockdown bijvoorbeeld bij het RIVM, het ministerie van VWS en het Landelijke Coördinatiecentrum Patiënten Spreiding in het Erasmus MC in Rotterdam. Andere geplande bezoeken werden juist vanwege de coronacrisis uitgesteld of geannuleerd, zoals Koningsdag. Andere evenementen vonden in andere, beperktere vorm plaats, zoals de Nationale Dodenherdenking en Prinsjesdag.
In augustus 2020 kwam het paar negatief in het nieuws met een foto met een restauranteigenaar in Griekenland, waar zij op vakantie waren, waarbij de anderhalve meter afstandsregels niet gerespecteerd werden; het paar verontschuldigde zich daar na afloop voor.
Op 13 oktober 2020 drong premier Mark Rutte in een persconferentie, die de tweede 'gedeeltelijke lockdown' aankondigde, er bij de Nederlandse bevolking op aan in de aanstaande herfstvakantie het land niet te verlaten. De vrijdag daarna vloog het koningspaar desondanks met hun drie kinderen met het regeringsvliegtuig naar hun eigen vakantiehuis in Griekenland. In de wekelijkse persconferentie na de ministerraad op diezelfde vrijdag gaf vicepremier Hugo de Jonge aan niets van een mogelijke vakantie van het koninklijk gezin af te weten. Nadat er in de media ophef ontstond over deze koninklijke vakantie besloot het paar de vakantie af te breken. De volgende dag keerde het koningspaar met hun jongste dochter met een lijnvlucht weer terug in Nederland. Op 18 oktober liet premier Rutte in een brief aan de Tweede Kamer weten ter zake een verkeerde inschatting te hebben gemaakt en staatsrechtelijk de volle ministeriële verantwoordelijkheid voor het gedrag van de Koning op zich te nemen. Op de 20e keerden de twee oudste dochters met een lijnvlucht terug.
In een videoboodschap, uitgezonden op 21 oktober 2020, sprak de koning in een persoonlijke boodschap het Nederlandse volk toe. Hij sprak zijn spijt uit over het gebeuren en verklaarde dat ook hij niet onfeilbaar is.

## Titels

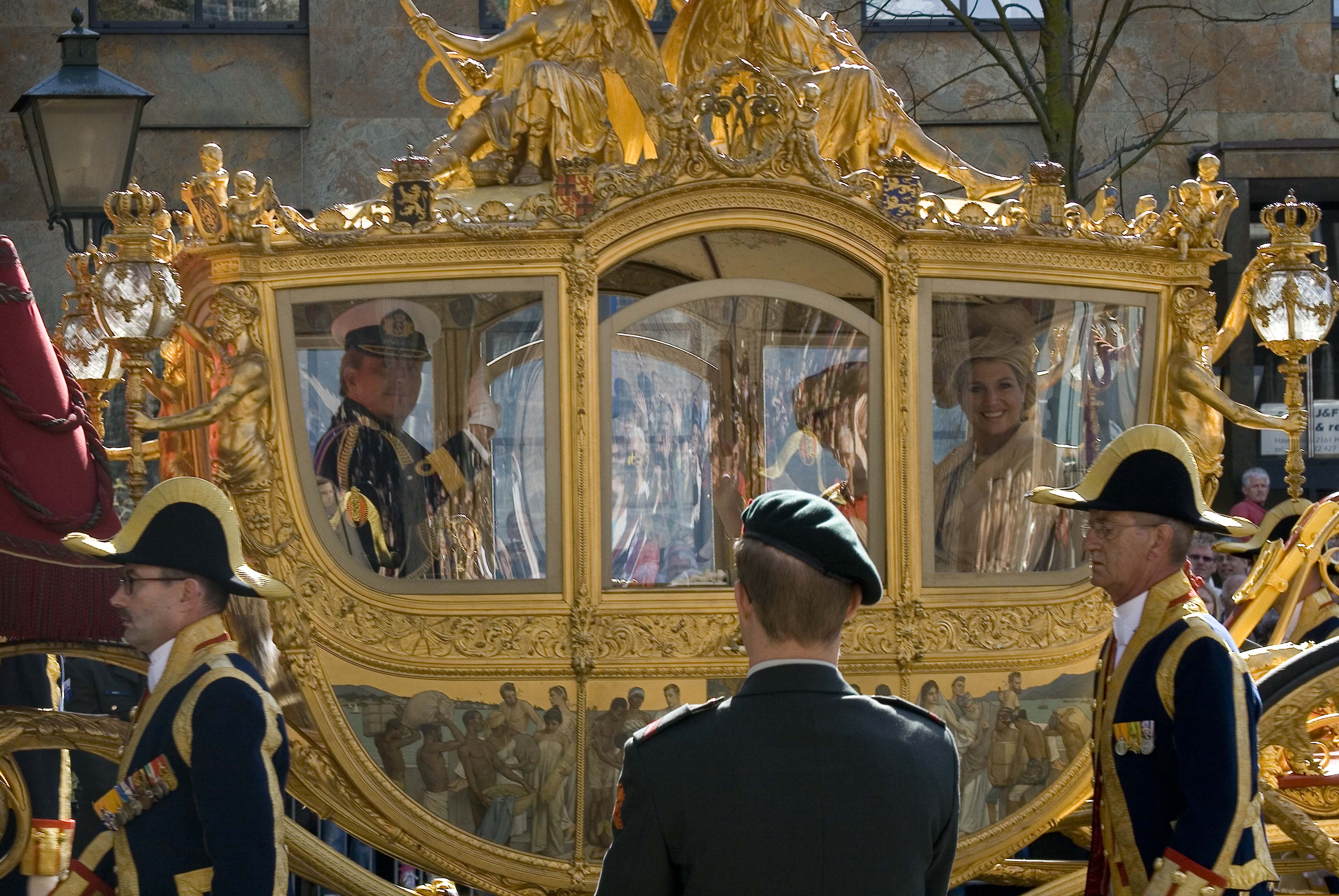
De Gouden Koets met van links naar rechts (in de koets): Willem-Alexander, koningin Beatrix en prinses Máxima (2007).

Willem-Alexander is titularis van de volgende dynastieke, erfelijke of vorstelijke titels:
- Prins der Nederlanden (dragen ervan is onderbroken, zolang hij koning is)
- Prins van Oranje-Nassau.

Willem-Alexander draagt daarnaast het predicaat:
- Jonkheer van Amsberg.

Willem-Alexander voert als koning de volgende titels:
- Koning der Nederlanden
- Markies van Veere en Vlissingen
- Graaf van Katzenelnbogen, Vianden, Diez, Spiegelberg, Buren, Leerdam en Culemborg
- Burggraaf van Antwerpen
- Baron van Breda, Diest, Beilstein, de stad Grave, het Land van Cuijk, IJsselstein, Cranendonck, Eindhoven, Liesveld, Herstal, Waasten, Arlay en Nozeroy
- Vrijheer van Ameland
- Heer van Borculo, Bredevoort, Lichtenvoorde, Loo, Geertruidenberg, Klundert, Zevenbergen, Hooge en Lage Zwaluwe, Naaldwijk, Polanen, Sint-Maartensdijk, Soest, Baarn, Ter Eem, Willemstad, Steenbergen, Montfort, St. Vith, Bütgenbach, Niervaart, Dasburg, Turnhout, Besançon.

De titel Prins van Oranje is met de abdicatie van koningin Beatrix doorgegeven aan prinses Catharina-Amalia.
Willem-Alexander regeert als koning Willem-Alexander.

## Militaire functies

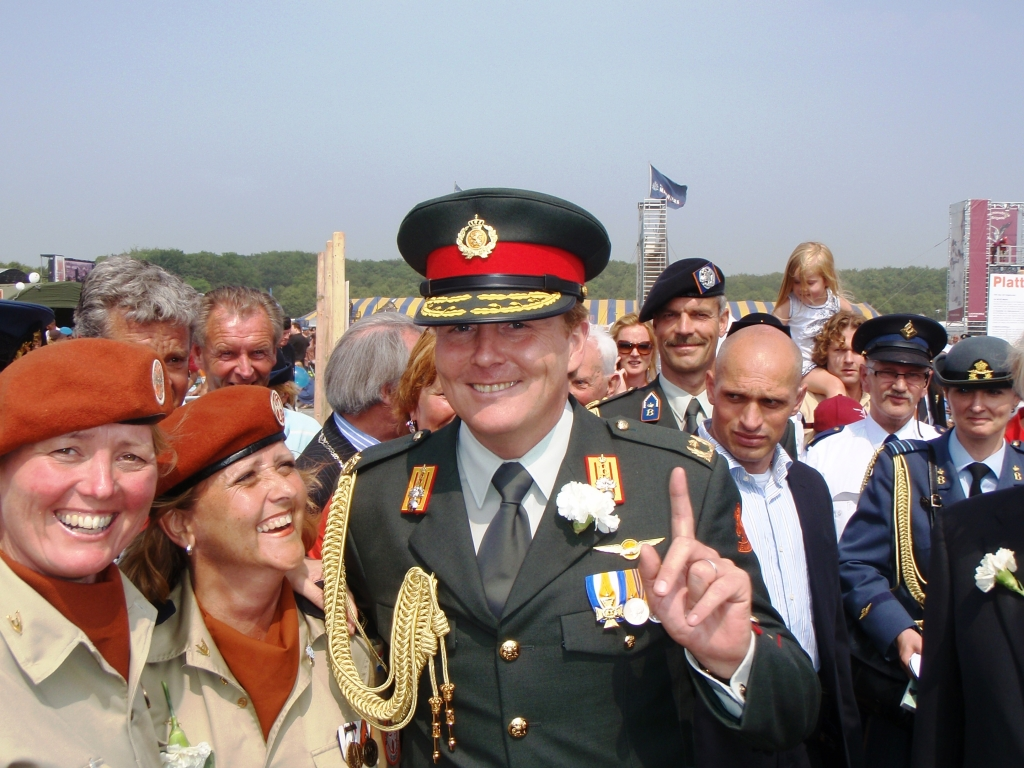
Prins Willem-Alexander in de rang van brigadegeneraal der infanterie van de Koninklijke Landmacht.

Op militair gebied had hij, na zijn recentste bevordering op 27 april 2005, tot aan zijn aantreden als koning de volgende rangen:
- Reserve-commandeur der Koninklijke Marine
- Reserve-brigadegeneraal der Infanterie van de Koninklijke Landmacht
- Reserve-commodore van de Koninklijke Luchtmacht
- Reserve-brigadegeneraal der Koninklijke Marechaussee

Tevens was hij adjudant in buitengewone dienst van de koningin.
Sinds 6 december 2001 is hij drager van het Officierskruis (officieel: Onderscheidingsteken voor eervolle langdurige Nederlandse effectieve dienst als officier, ook Jeneverkruis genoemd), omdat hij toen vijftien jaar als officier in dienst was van de koningin.
Per 30 april 2013 legde prins Willem-Alexander zijn taken neer als militair. De Grondwet verbiedt namelijk dat militairen deel uitmaken van de regering en de koning is daar het hoofd van. Op de dag van zijn inhuldiging werd hem daarom eervol ontslag verleend. Hij kondigde aan dat hij, bij ceremonies, militaire uniformen zou kunnen blijven dragen, zonder rangonderscheidingstekens. De epauletten die de rang aangeven werden vervangen door het embleem van het Koninklijk distinctief. Het wapenbeeld daarvan bestaat uit het rijkszwaard, de rijksappel en de scepter.

## Functies als kroonprins

### Maatschappelijke functies als kroonprins

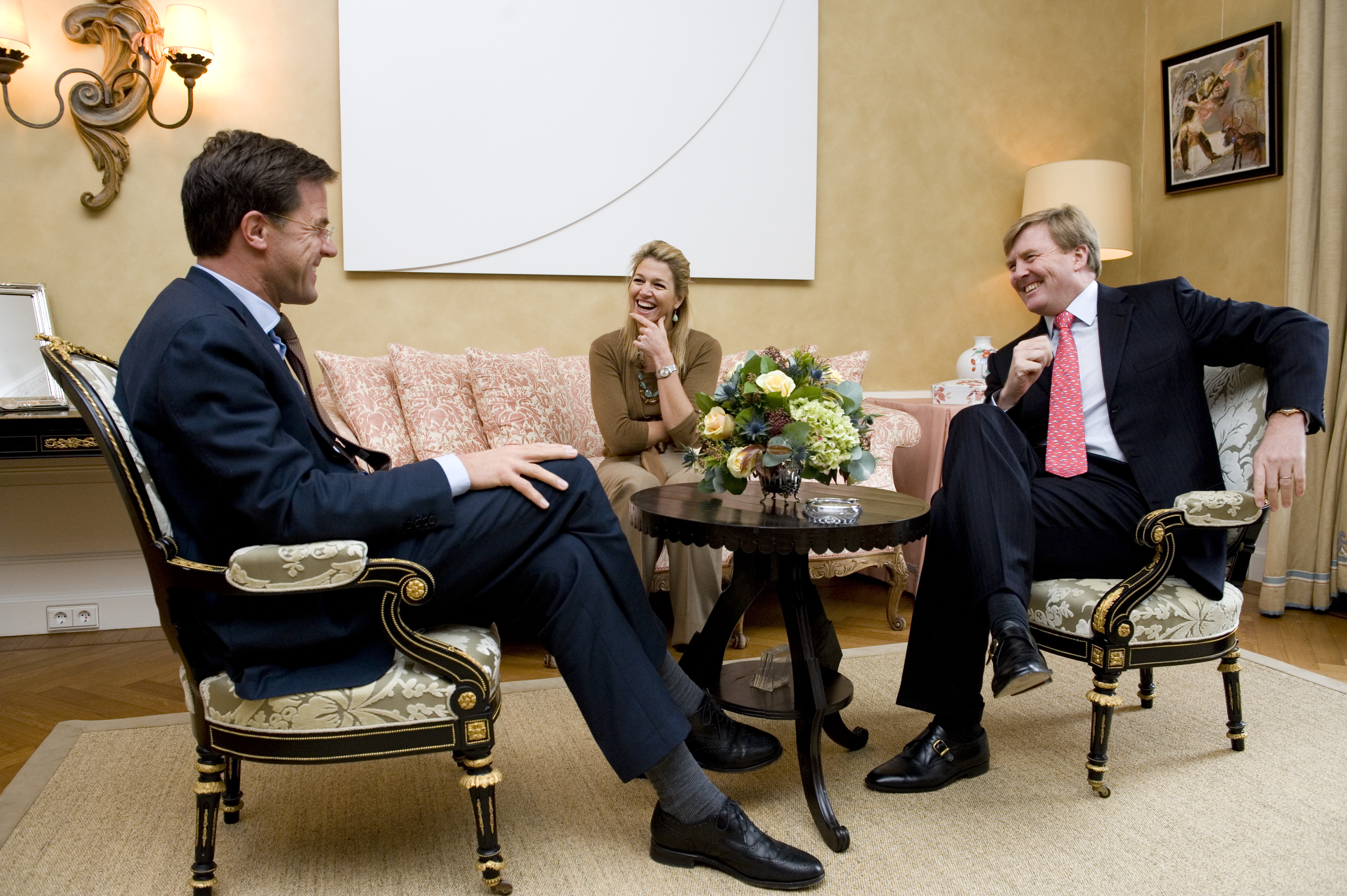
Minister-president Mark Rutte op ontvangst bij prins Willem-Alexander en zijn echtgenote prinses Máxima in hun huis te Wassenaar.

- Lid Internationaal Olympisch Comité
- Voorzitter Nederlandse Adviescommissie Water
- Voorzitter Adviesgroep Water en Sanitaire Voorzieningen van de Verenigde Naties. Sinds eind 2006, kort voor het vertrek van scheidend secretaris-generaal Kofi Annan. Hij was de opvolger van de voormalige Japanse premier Hashimoto Ryūtarō.

### Erefuncties als kroonprins
- Beschermheer Amref Flying Doctors
- Beschermheer Nederlandse Hartstichting
- Beschermheer Global Water Partnership
- Beschermheer United World Colleges Nederland
- Beschermheer Stichting Sail Amsterdam
- Beschermheer Koninklijk Nederlands Watersport Verbond
- Beschermheer Stichting Hermitage aan de Amstel (vanaf 2004)
- Protector Koninklijke Hollandsche Maatschappij der Wetenschappen
- Beschermheer Veteranen Comité
- Erevoorzitter Stichting Koning Willem I
- Regent Stichting Praemium Erasmianum[40]
- Beschermheer Oranje Fonds

## Koningschap
Bij zijn aantreden als koning op 30 april 2013 legde Willem-Alexander de meeste van zijn officiële executieve functies neer. Als reden werd gegeven dat hij een "koning van iedereen" wilde zijn, waarbij volgens hem geen executieve functies hoorden van een beperkt aantal organisaties. Willem-Alexander bleef als koning beschermheer van het Oranje Fonds, omdat dit voor hem de belangrijkste organisatie was voor zijn maatschappelijke activiteiten, evenals voor die van Máxima.

### Maatschappelijke functies als koning
Als koning is Willem-Alexander automatisch voorzitter van de Raad van State. Als koning en hoofd van zijn huis is hij tevens bestuurder van een aantal stichtingen:
- Bestuurder Stichting Archief van het Huis Oranje-Nassau
- Bestuurder Stichting Kroongoederen van het Huis Oranje-Nassau
- Bestuurder Stichting Koninklijke Geschenken

Verder heeft Willem-Alexander ook als koning een aantal erefuncties:
- Beschermheer Oranje Fonds
- Protector Koninklijke Hollandsche Maatschappij der Wetenschappen
- Regent Stichting Praemium Erasmianum
- Beschermheer Koninklijke Nederlandse Akademie van Wetenschappen
- Beschermheer Koninklijke Vereniging van Ridders der Militaire Willems-Orde
- Beschermheer Maatschappij der Nederlandse Letterkunde
- Beschermheer Nederlands Bijbelgenootschap
- Beschermheer Nederlandsche Maatschappij voor Nijverheid en Handel ('de Maatschappij')
- Beschermheer Nederlandse Adelsvereniging
- Beschermheer Oorlogsgravenstichting
- Beschermheer Oud-Limburgse Schuttersfederatie
- Beschermheer Geschiedkundige Vereniging Oranje-Nassau
- Erelid Internationaal Olympisch Comité

In de meeste van deze gevallen gaat het om beschermtitels die traditioneel door de koning of koningin der Nederlanden worden gedragen.

## Onderscheidingen
Als zoon van de voormalige regerende Nederlandse koningin werd Willem-Alexander automatisch ridder in de Orde van de Gouden Leeuw van Nassau. Op zijn achttiende verjaardag werd hij, volgens traditie, onderscheiden met de hoogste Nederlandse civiele onderscheiding, het grootkruis in de Orde van de Nederlandse Leeuw. Hij is onderscheiden met de jubileummedaille van koningin Juliana (1973) en de inhuldigingsmedaille van koningin Beatrix.
Voorts werd hij bij staatsbezoeken onderscheiden met grootkruizen in Belgische, Duitse, Deense, Zweedse, Noorse, Thaise en Japanse ridderorden.

## Kwartierstaat
| Gabriel Ludwig Johann von Amsberg (1822-1899) | Gabriel Ludwig Johann von Amsberg (1822-1899) | Gabriel Ludwig Johann von Amsberg (1822-1899) | Gabriel Ludwig Johann von Amsberg (1822-1899) | Gabriel Ludwig Johann von Amsberg (1822-1899) | Gabriel Ludwig Johann von Amsberg (1822-1899) |                                     |                                     | Leopold von Vieregge (1832-1893)    | Leopold von Vieregge (1832-1893)    | Leopold von Vieregge (1832-1893)    | Leopold von Vieregge (1832-1893)    | Leopold von Vieregge (1832-1893) | Leopold von Vieregge (1832-1893) |                                 |                                 | Julius Ernst von dem Bussche (1827-1882)       | Julius Ernst von dem Bussche (1827-1882)       | Julius Ernst von dem Bussche (1827-1882)       | Julius Ernst von dem Bussche (1827-1882)       | Julius Ernst von dem Bussche (1827-1882)       | Julius Ernst von dem Bussche (1827-1882)       |                                                |                                                | Eberhard von dem Bussche-Ippenburg (1851-1937) | Eberhard von dem Bussche-Ippenburg (1851-1937) | Eberhard von dem Bussche-Ippenburg (1851-1937) | Eberhard von dem Bussche-Ippenburg (1851-1937) | Eberhard von dem Bussche-Ippenburg (1851-1937)  | Eberhard von dem Bussche-Ippenburg (1851-1937)  |                                                 |                                                 | Ernst van Lippe-Biesterfeld (1842-1904)         | Ernst van Lippe-Biesterfeld (1842-1904)         | Ernst van Lippe-Biesterfeld (1842-1904)    | Ernst van Lippe-Biesterfeld (1842-1904)    | Ernst van Lippe-Biesterfeld (1842-1904)    | Ernst van Lippe-Biesterfeld (1842-1904)    |                                       |                                       | Aschwin von Sierstorpff-Cramm (1846-1909) | Aschwin von Sierstorpff-Cramm (1846-1909) | Aschwin von Sierstorpff-Cramm (1846-1909) | Aschwin von Sierstorpff-Cramm (1846-1909) | Aschwin von Sierstorpff-Cramm (1846-1909) | Aschwin von Sierstorpff-Cramm (1846-1909) |                                    |                                    | Frederik Frans II van Mecklenburg-Schwerin (1823-1883) | Frederik Frans II van Mecklenburg-Schwerin (1823-1883) | Frederik Frans II van Mecklenburg-Schwerin (1823-1883) | Frederik Frans II van Mecklenburg-Schwerin (1823-1883) | Frederik Frans II van Mecklenburg-Schwerin (1823-1883) | Frederik Frans II van Mecklenburg-Schwerin (1823-1883) |                                              |                                              | Willem III (1817–1890)                   | Willem III (1817–1890)                   | Willem III (1817–1890)                   | Willem III (1817–1890)                   | Willem III (1817–1890)                   | Willem III (1817–1890)                   |                  |                  |  |  |  |  |  |  |  |  |  |  |  |  |  |  |  |  |  |  |  |  |  |  |  |  |  |  |  |  |  |  |  |  |  |  |  |  |  |  |  |  |  |  |  |  |  |  |
| Gabriel Ludwig Johann von Amsberg (1822-1899) | Gabriel Ludwig Johann von Amsberg (1822-1899) | Gabriel Ludwig Johann von Amsberg (1822-1899) | Gabriel Ludwig Johann von Amsberg (1822-1899) | Gabriel Ludwig Johann von Amsberg (1822-1899) | Gabriel Ludwig Johann von Amsberg (1822-1899) |                                     |                                     | Leopold von Vieregge (1832-1893)    | Leopold von Vieregge (1832-1893)    | Leopold von Vieregge (1832-1893)    | Leopold von Vieregge (1832-1893)    | Leopold von Vieregge (1832-1893) | Leopold von Vieregge (1832-1893) |                                 |                                 | Julius Ernst von dem Bussche (1827-1882)       | Julius Ernst von dem Bussche (1827-1882)       | Julius Ernst von dem Bussche (1827-1882)       | Julius Ernst von dem Bussche (1827-1882)       | Julius Ernst von dem Bussche (1827-1882)       | Julius Ernst von dem Bussche (1827-1882)       |                                                |                                                | Eberhard von dem Bussche-Ippenburg (1851-1937) | Eberhard von dem Bussche-Ippenburg (1851-1937) | Eberhard von dem Bussche-Ippenburg (1851-1937) | Eberhard von dem Bussche-Ippenburg (1851-1937) | Eberhard von dem Bussche-Ippenburg (1851-1937)  | Eberhard von dem Bussche-Ippenburg (1851-1937)  |                                                 |                                                 | Ernst van Lippe-Biesterfeld (1842-1904)         | Ernst van Lippe-Biesterfeld (1842-1904)         | Ernst van Lippe-Biesterfeld (1842-1904)    | Ernst van Lippe-Biesterfeld (1842-1904)    | Ernst van Lippe-Biesterfeld (1842-1904)    | Ernst van Lippe-Biesterfeld (1842-1904)    |                                       |                                       | Aschwin von Sierstorpff-Cramm (1846-1909) | Aschwin von Sierstorpff-Cramm (1846-1909) | Aschwin von Sierstorpff-Cramm (1846-1909) | Aschwin von Sierstorpff-Cramm (1846-1909) | Aschwin von Sierstorpff-Cramm (1846-1909) | Aschwin von Sierstorpff-Cramm (1846-1909) |                                    |                                    | Frederik Frans II van Mecklenburg-Schwerin (1823-1883) | Frederik Frans II van Mecklenburg-Schwerin (1823-1883) | Frederik Frans II van Mecklenburg-Schwerin (1823-1883) | Frederik Frans II van Mecklenburg-Schwerin (1823-1883) | Frederik Frans II van Mecklenburg-Schwerin (1823-1883) | Frederik Frans II van Mecklenburg-Schwerin (1823-1883) |                                              |                                              | Willem III (1817–1890)                   | Willem III (1817–1890)                   | Willem III (1817–1890)                   | Willem III (1817–1890)                   | Willem III (1817–1890)                   | Willem III (1817–1890)                   |                  |                  |  |  |  |  |  |  |  |  |  |  |  |  |  |  |  |  |  |  |  |  |  |  |  |  |  |  |  |  |  |  |  |  |  |  |  |  |  |  |  |  |  |  |  |  |  |  |
|                                               |                                               | Marie von Passow (1831-1904)                  | Marie von Passow (1831-1904)                  | Marie von Passow (1831-1904)                  | Marie von Passow (1831-1904)                  | Marie von Passow (1831-1904)        | Marie von Passow (1831-1904)        |                                     |                                     | Agnes von Gutschmid (1842-1924)     | Agnes von Gutschmid (1842-1924)     | Agnes von Gutschmid (1842-1924)  | Agnes von Gutschmid (1842-1924)  | Agnes von Gutschmid (1842-1924) | Agnes von Gutschmid (1842-1924) |                                                |                                                | Mathilde von Salviati (1832-1892)              | Mathilde von Salviati (1832-1892)              | Mathilde von Salviati (1832-1892)              | Mathilde von Salviati (1832-1892)              | Mathilde von Salviati (1832-1892)              | Mathilde von Salviati (1832-1892)              |                                                |                                                | Barbara von Chelius (1856-1949)                | Barbara von Chelius (1856-1949)                | Barbara von Chelius (1856-1949)                 | Barbara von Chelius (1856-1949)                 | Barbara von Chelius (1856-1949)                 | Barbara von Chelius (1856-1949)                 |                                                 |                                                 | Karoline von Wartensleben (1844-1905)      | Karoline von Wartensleben (1844-1905)      | Karoline von Wartensleben (1844-1905)      | Karoline von Wartensleben (1844-1905)      | Karoline von Wartensleben (1844-1905) | Karoline von Wartensleben (1844-1905) |                                           |                                           | Hedwig von Sierstorpff (1848-1900)        | Hedwig von Sierstorpff (1848-1900)        | Hedwig von Sierstorpff (1848-1900)        | Hedwig von Sierstorpff (1848-1900)        | Hedwig von Sierstorpff (1848-1900) | Hedwig von Sierstorpff (1848-1900) |                                                        |                                                        | Marie van Schwarzburg-Rudolstadt (1850-1922)           | Marie van Schwarzburg-Rudolstadt (1850-1922)           | Marie van Schwarzburg-Rudolstadt (1850-1922)           | Marie van Schwarzburg-Rudolstadt (1850-1922)           | Marie van Schwarzburg-Rudolstadt (1850-1922) | Marie van Schwarzburg-Rudolstadt (1850-1922) |                                          |                                          | Emma (1858–1934)                         | Emma (1858–1934)                         | Emma (1858–1934)                         | Emma (1858–1934)                         | Emma (1858–1934) | Emma (1858–1934) |  |  |  |  |  |  |  |  |  |  |  |  |  |  |  |  |  |  |  |  |  |  |  |  |  |  |  |  |  |  |  |  |  |  |  |  |  |  |  |  |  |  |  |  |  |  |
|                                               |                                               | Marie von Passow (1831-1904)                  | Marie von Passow (1831-1904)                  | Marie von Passow (1831-1904)                  | Marie von Passow (1831-1904)                  | Marie von Passow (1831-1904)        | Marie von Passow (1831-1904)        |                                     |                                     | Agnes von Gutschmid (1842-1924)     | Agnes von Gutschmid (1842-1924)     | Agnes von Gutschmid (1842-1924)  | Agnes von Gutschmid (1842-1924)  | Agnes von Gutschmid (1842-1924) | Agnes von Gutschmid (1842-1924) |                                                |                                                | Mathilde von Salviati (1832-1892)              | Mathilde von Salviati (1832-1892)              | Mathilde von Salviati (1832-1892)              | Mathilde von Salviati (1832-1892)              | Mathilde von Salviati (1832-1892)              | Mathilde von Salviati (1832-1892)              |                                                |                                                | Barbara von Chelius (1856-1949)                | Barbara von Chelius (1856-1949)                | Barbara von Chelius (1856-1949)                 | Barbara von Chelius (1856-1949)                 | Barbara von Chelius (1856-1949)                 | Barbara von Chelius (1856-1949)                 |                                                 |                                                 | Karoline von Wartensleben (1844-1905)      | Karoline von Wartensleben (1844-1905)      | Karoline von Wartensleben (1844-1905)      | Karoline von Wartensleben (1844-1905)      | Karoline von Wartensleben (1844-1905) | Karoline von Wartensleben (1844-1905) |                                           |                                           | Hedwig von Sierstorpff (1848-1900)        | Hedwig von Sierstorpff (1848-1900)        | Hedwig von Sierstorpff (1848-1900)        | Hedwig von Sierstorpff (1848-1900)        | Hedwig von Sierstorpff (1848-1900) | Hedwig von Sierstorpff (1848-1900) |                                                        |                                                        | Marie van Schwarzburg-Rudolstadt (1850-1922)           | Marie van Schwarzburg-Rudolstadt (1850-1922)           | Marie van Schwarzburg-Rudolstadt (1850-1922)           | Marie van Schwarzburg-Rudolstadt (1850-1922)           | Marie van Schwarzburg-Rudolstadt (1850-1922) | Marie van Schwarzburg-Rudolstadt (1850-1922) |                                          |                                          | Emma (1858–1934)                         | Emma (1858–1934)                         | Emma (1858–1934)                         | Emma (1858–1934)                         | Emma (1858–1934) | Emma (1858–1934) |  |  |  |  |  |  |  |  |  |  |  |  |  |  |  |  |  |  |  |  |  |  |  |  |  |  |  |  |  |  |  |  |  |  |  |  |  |  |  |  |  |  |  |  |  |  |
| Wilhelm von Amsberg (1856-1929)               | Wilhelm von Amsberg (1856-1929)               | Wilhelm von Amsberg (1856-1929)               | Wilhelm von Amsberg (1856-1929)               | Wilhelm von Amsberg (1856-1929)               | Wilhelm von Amsberg (1856-1929)               |                                     |                                     | Elise von Vieregge (1866-1951)      | Elise von Vieregge (1866-1951)      | Elise von Vieregge (1866-1951)      | Elise von Vieregge (1866-1951)      | Elise von Vieregge (1866-1951)   | Elise von Vieregge (1866-1951)   |                                 |                                 | Georg von dem Bussche-Haddenhausen (1869-1923) | Georg von dem Bussche-Haddenhausen (1869-1923) | Georg von dem Bussche-Haddenhausen (1869-1923) | Georg von dem Bussche-Haddenhausen (1869-1923) | Georg von dem Bussche-Haddenhausen (1869-1923) | Georg von dem Bussche-Haddenhausen (1869-1923) |                                                |                                                | Gabriëlle Ippenburg (1877-1973)                | Gabriëlle Ippenburg (1877-1973)                | Gabriëlle Ippenburg (1877-1973)                | Gabriëlle Ippenburg (1877-1973)                | Gabriëlle Ippenburg (1877-1973)                 | Gabriëlle Ippenburg (1877-1973)                 |                                                 |                                                 | Bernhard van Lippe-Biesterfeld (1872-1934)      | Bernhard van Lippe-Biesterfeld (1872-1934)      | Bernhard van Lippe-Biesterfeld (1872-1934) | Bernhard van Lippe-Biesterfeld (1872-1934) | Bernhard van Lippe-Biesterfeld (1872-1934) | Bernhard van Lippe-Biesterfeld (1872-1934) |                                       |                                       | Armgard van Sierstorpff-Cramm (1883-1971) | Armgard van Sierstorpff-Cramm (1883-1971) | Armgard van Sierstorpff-Cramm (1883-1971) | Armgard van Sierstorpff-Cramm (1883-1971) | Armgard van Sierstorpff-Cramm (1883-1971) | Armgard van Sierstorpff-Cramm (1883-1971) |                                    |                                    | Hendrik van Mecklenburg-Schwerin (1876-1934)           | Hendrik van Mecklenburg-Schwerin (1876-1934)           | Hendrik van Mecklenburg-Schwerin (1876-1934)           | Hendrik van Mecklenburg-Schwerin (1876-1934)           | Hendrik van Mecklenburg-Schwerin (1876-1934)           | Hendrik van Mecklenburg-Schwerin (1876-1934)           |                                              |                                              | Wilhelmina van Oranje-Nassau (1880-1962) | Wilhelmina van Oranje-Nassau (1880-1962) | Wilhelmina van Oranje-Nassau (1880-1962) | Wilhelmina van Oranje-Nassau (1880-1962) | Wilhelmina van Oranje-Nassau (1880-1962) | Wilhelmina van Oranje-Nassau (1880-1962) |                  |                  |  |  |  |  |  |  |  |  |  |  |  |  |  |  |  |  |  |  |  |  |  |  |  |  |  |  |  |  |  |  |  |  |  |  |  |  |  |  |  |  |  |  |  |  |  |  |
| Wilhelm von Amsberg (1856-1929)               | Wilhelm von Amsberg (1856-1929)               | Wilhelm von Amsberg (1856-1929)               | Wilhelm von Amsberg (1856-1929)               | Wilhelm von Amsberg (1856-1929)               | Wilhelm von Amsberg (1856-1929)               |                                     |                                     | Elise von Vieregge (1866-1951)      | Elise von Vieregge (1866-1951)      | Elise von Vieregge (1866-1951)      | Elise von Vieregge (1866-1951)      | Elise von Vieregge (1866-1951)   | Elise von Vieregge (1866-1951)   |                                 |                                 | Georg von dem Bussche-Haddenhausen (1869-1923) | Georg von dem Bussche-Haddenhausen (1869-1923) | Georg von dem Bussche-Haddenhausen (1869-1923) | Georg von dem Bussche-Haddenhausen (1869-1923) | Georg von dem Bussche-Haddenhausen (1869-1923) | Georg von dem Bussche-Haddenhausen (1869-1923) |                                                |                                                | Gabriëlle Ippenburg (1877-1973)                | Gabriëlle Ippenburg (1877-1973)                | Gabriëlle Ippenburg (1877-1973)                | Gabriëlle Ippenburg (1877-1973)                | Gabriëlle Ippenburg (1877-1973)                 | Gabriëlle Ippenburg (1877-1973)                 |                                                 |                                                 | Bernhard van Lippe-Biesterfeld (1872-1934)      | Bernhard van Lippe-Biesterfeld (1872-1934)      | Bernhard van Lippe-Biesterfeld (1872-1934) | Bernhard van Lippe-Biesterfeld (1872-1934) | Bernhard van Lippe-Biesterfeld (1872-1934) | Bernhard van Lippe-Biesterfeld (1872-1934) |                                       |                                       | Armgard van Sierstorpff-Cramm (1883-1971) | Armgard van Sierstorpff-Cramm (1883-1971) | Armgard van Sierstorpff-Cramm (1883-1971) | Armgard van Sierstorpff-Cramm (1883-1971) | Armgard van Sierstorpff-Cramm (1883-1971) | Armgard van Sierstorpff-Cramm (1883-1971) |                                    |                                    | Hendrik van Mecklenburg-Schwerin (1876-1934)           | Hendrik van Mecklenburg-Schwerin (1876-1934)           | Hendrik van Mecklenburg-Schwerin (1876-1934)           | Hendrik van Mecklenburg-Schwerin (1876-1934)           | Hendrik van Mecklenburg-Schwerin (1876-1934)           | Hendrik van Mecklenburg-Schwerin (1876-1934)           |                                              |                                              | Wilhelmina van Oranje-Nassau (1880-1962) | Wilhelmina van Oranje-Nassau (1880-1962) | Wilhelmina van Oranje-Nassau (1880-1962) | Wilhelmina van Oranje-Nassau (1880-1962) | Wilhelmina van Oranje-Nassau (1880-1962) | Wilhelmina van Oranje-Nassau (1880-1962) |                  |                  |  |  |  |  |  |  |  |  |  |  |  |  |  |  |  |  |  |  |  |  |  |  |  |  |  |  |  |  |  |  |  |  |  |  |  |  |  |  |  |  |  |  |  |  |  |  |
|                                               |                                               |                                               |                                               |                                               |                                               |                                     |                                     |                                     |                                     |                                     |                                     |                                  |                                  |                                 |                                 |                                                |                                                |                                                |                                                |                                                |                                                |                                                |                                                |                                                |                                                |                                                |                                                |                                                 |                                                 |                                                 |                                                 |                                                 |                                                 |                                            |                                            |                                            |                                            |                                       |                                       |                                           |                                           |                                           |                                           |                                           |                                           |                                    |                                    |                                                        |                                                        |                                                        |                                                        |                                                        |                                                        |                                              |                                              |                                          |                                          |                                          |                                          |                                          |                                          |                  |                  |  |  |  |  |  |  |  |  |  |  |  |  |  |  |  |  |  |  |  |  |  |  |  |  |  |  |  |  |  |  |  |  |  |  |  |  |  |  |  |  |  |  |  |  |  |  |
|                                               |                                               |                                               |                                               |                                               |                                               | Claus Felix von Amsberg (1890-1953) | Claus Felix von Amsberg (1890-1953) | Claus Felix von Amsberg (1890-1953) | Claus Felix von Amsberg (1890-1953) | Claus Felix von Amsberg (1890-1953) | Claus Felix von Amsberg (1890-1953) |                                  |                                  |                                 |                                 |                                                |                                                | Gösta von dem Bussche-Haddenhausen (1902-1996) | Gösta von dem Bussche-Haddenhausen (1902-1996) | Gösta von dem Bussche-Haddenhausen (1902-1996) | Gösta von dem Bussche-Haddenhausen (1902-1996) | Gösta von dem Bussche-Haddenhausen (1902-1996) | Gösta von dem Bussche-Haddenhausen (1902-1996) |                                                |                                                |                                                |                                                |                                                 |                                                 |                                                 |                                                 |                                                 |                                                 |                                            |                                            |                                            |                                            | Bernhard (1911-2004)                  | Bernhard (1911-2004)                  | Bernhard (1911-2004)                      | Bernhard (1911-2004)                      | Bernhard (1911-2004)                      | Bernhard (1911-2004)                      |                                           |                                           |                                    |                                    |                                                        |                                                        | Juliana (1909-2004)                                    | Juliana (1909-2004)                                    | Juliana (1909-2004)                                    | Juliana (1909-2004)                                    | Juliana (1909-2004)                          | Juliana (1909-2004)                          |                                          |                                          |                                          |                                          |                                          |                                          |                  |                  |  |  |  |  |  |  |  |  |  |  |  |  |  |  |  |  |  |  |  |  |  |  |  |  |  |  |  |  |  |  |  |  |  |  |  |  |  |  |  |  |  |  |  |  |  |  |
|                                               |                                               |                                               |                                               |                                               |                                               | Claus Felix von Amsberg (1890-1953) | Claus Felix von Amsberg (1890-1953) | Claus Felix von Amsberg (1890-1953) | Claus Felix von Amsberg (1890-1953) | Claus Felix von Amsberg (1890-1953) | Claus Felix von Amsberg (1890-1953) |                                  |                                  |                                 |                                 |                                                |                                                | Gösta von dem Bussche-Haddenhausen (1902-1996) | Gösta von dem Bussche-Haddenhausen (1902-1996) | Gösta von dem Bussche-Haddenhausen (1902-1996) | Gösta von dem Bussche-Haddenhausen (1902-1996) | Gösta von dem Bussche-Haddenhausen (1902-1996) | Gösta von dem Bussche-Haddenhausen (1902-1996) |                                                |                                                |                                                |                                                |                                                 |                                                 |                                                 |                                                 |                                                 |                                                 |                                            |                                            |                                            |                                            | Bernhard (1911-2004)                  | Bernhard (1911-2004)                  | Bernhard (1911-2004)                      | Bernhard (1911-2004)                      | Bernhard (1911-2004)                      | Bernhard (1911-2004)                      |                                           |                                           |                                    |                                    |                                                        |                                                        | Juliana (1909-2004)                                    | Juliana (1909-2004)                                    | Juliana (1909-2004)                                    | Juliana (1909-2004)                                    | Juliana (1909-2004)                          | Juliana (1909-2004)                          |                                          |                                          |                                          |                                          |                                          |                                          |                  |                  |  |  |  |  |  |  |  |  |  |  |  |  |  |  |  |  |  |  |  |  |  |  |  |  |  |  |  |  |  |  |  |  |  |  |  |  |  |  |  |  |  |  |  |  |  |  |
|                                               |                                               |                                               |                                               |                                               |                                               |                                     |                                     |                                     |                                     |                                     |                                     |                                  |                                  |                                 |                                 |                                                |                                                |                                                |                                                |                                                |                                                |                                                |                                                |                                                |                                                |                                                |                                                |                                                 |                                                 |                                                 |                                                 |                                                 |                                                 |                                            |                                            |                                            |                                            |                                       |                                       |                                           |                                           |                                           |                                           |                                           |                                           |                                    |                                    |                                                        |                                                        |                                                        |                                                        |                                                        |                                                        |                                              |                                              |                                          |                                          |                                          |                                          |                                          |                                          |                  |                  |  |  |  |  |  |  |  |  |  |  |  |  |  |  |  |  |  |  |  |  |  |  |  |  |  |  |  |  |  |  |  |  |  |  |  |  |  |  |  |  |  |  |  |  |  |  |
|                                               |                                               |                                               |                                               |                                               |                                               |                                     |                                     |                                     |                                     |                                     |                                     |                                  |                                  |                                 |                                 | Claus van Amsberg (1926-2002)                  | Claus van Amsberg (1926-2002)                  | Claus van Amsberg (1926-2002)                  | Claus van Amsberg (1926-2002)                  | Claus van Amsberg (1926-2002)                  | Claus van Amsberg (1926-2002)                  |                                                |                                                |                                                |                                                |                                                |                                                |                                                 |                                                 |                                                 |                                                 |                                                 |                                                 |                                            |                                            |                                            |                                            |                                       |                                       | Beatrix (1938-)                           | Beatrix (1938-)                           | Beatrix (1938-)                           | Beatrix (1938-)                           | Beatrix (1938-)                           | Beatrix (1938-)                           |                                    |                                    |                                                        |                                                        |                                                        |                                                        |                                                        |                                                        |                                              |                                              |                                          |                                          |                                          |                                          |                                          |                                          |                  |                  |  |  |  |  |  |  |  |  |  |  |  |  |  |  |  |  |  |  |  |  |  |  |  |  |  |  |  |  |  |  |  |  |  |  |  |  |  |  |  |  |  |  |  |  |  |  |
|                                               |                                               |                                               |                                               |                                               |                                               |                                     |                                     |                                     |                                     |                                     |                                     |                                  |                                  |                                 |                                 | Claus van Amsberg (1926-2002)                  | Claus van Amsberg (1926-2002)                  | Claus van Amsberg (1926-2002)                  | Claus van Amsberg (1926-2002)                  | Claus van Amsberg (1926-2002)                  | Claus van Amsberg (1926-2002)                  |                                                |                                                |                                                |                                                |                                                |                                                |                                                 |                                                 |                                                 |                                                 |                                                 |                                                 |                                            |                                            |                                            |                                            |                                       |                                       | Beatrix (1938-)                           | Beatrix (1938-)                           | Beatrix (1938-)                           | Beatrix (1938-)                           | Beatrix (1938-)                           | Beatrix (1938-)                           |                                    |                                    |                                                        |                                                        |                                                        |                                                        |                                                        |                                                        |                                              |                                              |                                          |                                          |                                          |                                          |                                          |                                          |                  |                  |  |  |  |  |  |  |  |  |  |  |  |  |  |  |  |  |  |  |  |  |  |  |  |  |  |  |  |  |  |  |  |  |  |  |  |  |  |  |  |  |  |  |  |  |  |  |
|                                               |                                               |                                               |                                               |                                               |                                               |                                     |                                     |                                     |                                     |                                     |                                     |                                  |                                  |                                 |                                 |                                                |                                                |                                                |                                                |                                                |                                                |                                                |                                                |                                                |                                                |                                                |                                                |                                                 |                                                 |                                                 |                                                 |                                                 |                                                 |                                            |                                            |                                            |                                            |                                       |                                       |                                           |                                           |                                           |                                           |                                           |                                           |                                    |                                    |                                                        |                                                        |                                                        |                                                        |                                                        |                                                        |                                              |                                              |                                          |                                          |                                          |                                          |                                          |                                          |                  |                  |  |  |  |  |  |  |  |  |  |  |  |  |  |  |  |  |  |  |  |  |  |  |  |  |  |  |  |  |  |  |  |  |  |  |  |  |  |  |  |  |  |  |  |  |  |  |
|                                               |                                               |                                               |                                               |                                               |                                               |                                     |                                     |                                     |                                     |                                     |                                     |                                  |                                  |                                 |                                 |                                                |                                                |                                                |                                                |                                                |                                                |                                                |                                                |                                                |                                                |                                                |                                                |                                                 |                                                 |                                                 |                                                 |                                                 |                                                 |                                            |                                            |                                            |                                            |                                       |                                       |                                           |                                           |                                           |                                           |                                           |                                           |                                    |                                    |                                                        |                                                        |                                                        |                                                        |                                                        |                                                        |                                              |                                              |                                          |                                          |                                          |                                          |                                          |                                          |                  |                  |  |  |  |  |  |  |  |  |  |  |  |  |  |  |  |  |  |  |  |  |  |  |  |  |  |  |  |  |  |  |  |  |  |  |  |  |  |  |  |  |  |  |  |  |  |  |
|                                               |                                               |                                               |                                               |                                               |                                               |                                     |                                     |                                     |                                     |                                     |                                     |                                  |                                  |                                 |                                 |                                                |                                                | Willem-Alexander (1967-)                       | Willem-Alexander (1967-)                       | Willem-Alexander (1967-)                       | Willem-Alexander (1967-)                       | Willem-Alexander (1967-)                       | Willem-Alexander (1967-)                       |                                                |                                                |                                                |                                                | Friso van Oranje-Nassau van Amsberg (1968-2013) | Friso van Oranje-Nassau van Amsberg (1968-2013) | Friso van Oranje-Nassau van Amsberg (1968-2013) | Friso van Oranje-Nassau van Amsberg (1968-2013) | Friso van Oranje-Nassau van Amsberg (1968-2013) | Friso van Oranje-Nassau van Amsberg (1968-2013) |                                            |                                            |                                            |                                            | Constantijn der Nederlanden (1969-)   | Constantijn der Nederlanden (1969-)   | Constantijn der Nederlanden (1969-)       | Constantijn der Nederlanden (1969-)       | Constantijn der Nederlanden (1969-)       | Constantijn der Nederlanden (1969-)       |                                           |                                           |                                    |                                    |                                                        |                                                        |                                                        |                                                        |                                                        |                                                        |                                              |                                              |                                          |                                          |                                          |                                          |                                          |                                          |                  |                  |  |  |  |  |  |  |  |  |  |  |  |  |  |  |  |  |  |  |  |  |  |  |  |  |  |  |  |  |  |  |  |  |  |  |  |  |  |  |  |  |  |  |  |  |  |  |

## Afstamming van Willem van Oranje
Doordat afstammelingen van Willem van Oranje regelmatig met elkaar trouwden en kinderen kregen, stamt Willem-Alexander via maar liefst negentien elkaar deels overlappende lijnen van hem af:
- Drie maal via Albertine Agnes (een maal via koning Willem III en twee maal via Emma van Waldeck-Pyrmont)
- Drie maal via haar zus Henriëtte Catharina (eveneens een maal via koning Willem III en twee maal via Emma van Waldeck-Pyrmont)
- Twee maal via hun zus Louise Henriëtte (via Wilhelmina van Pruisen en via prins Hendrik)
- Drie maal via Willem's dochter Catharina Belgica (twee maal via Emma van Waldeck-Pyrmont en een maal via koning Willem III)
- Maar liefst acht maal via Willem's dochter Louise Juliana (drie maal via koning Willem III, vier maal via Emma van Waldeck-Pyrmont en een maal via prins Hendrik)

## Varia
- In 1999 liet de Rijksvoorlichtingsdienst weten dat Willem-Alexander was genezen van een milde vorm van sarcoïdose, die in 1991 bij hem was ontdekt.[44]
- Willem-Alexander en Máxima zijn eigenaars van de voormalige ranch La Estancia Pilpilcura met 1500 hectare grond in Patagonië, aangekocht voor een miljoen euro.[45]
- Willem-Alexander en Máxima houden vakantie in het skioord Villa La Angostura, dat op 80 kilometer afstand ligt van de stad Bariloche.[46] In Villa La Angostura heeft de broer van Máxima, Martín Zorreguieta, een restaurant.
- Het eerste officiële optreden van Willem-Alexander als koning, buiten zijn inhuldiging, was zijn aanwezigheid op 4 mei 2013 bij de Nationale Dodenherdenking op de Dam in Amsterdam.[47]
- Het koninklijk paar heeft een vakantiehuis in Griekenland en een in het Italiaanse Tavarnelle Val di Pesa.
- Het eerste officiële buitenlands bezoek, als koning, was op 24 mei 2013 aan Luxemburg.
- In april 2017 waren er ter gelegenheid van de vijftigste verjaardag van de koning speciale evenementen georganiseerd.
- Ter gelegenheid van zijn tienjarig koningschap in 2023 sprak Willem-Alexander in tien podcastafleveringen met Edwin Evers over de afgelopen tien jaren. Elke aflevering behandelde een jaar van zijn koningschap.[48]